# Ernest Psichari
Ernesto Psichari, en español (París, 27 de septiembre de 1883-Bélgica 22 de octubre de 1914), fue un oficial del ejército y escritor francés, que pese a no haber sido muy prolífico, debido a su prematura muerte en el campo de batalla, durante la retirada de Charleroi, fue un personaje muy representativo de su generación, dejando plasmado en sus escritos el sentir general de ella, la que se caracterizó por los deseos de emancipación del racionalismo ortodoxo y ateo de la generación anterior, con la finalidad de orientar las conductas hacia una verdad también racional, pero fundada sobre capiteles más espirituales.

Generación que había conocido el pesimismo intelectual en la anarquía de los sistemas filosóficos y sociales, quería a pesar de todo, alcanzar el amor y la verdad.
Juan Carlos Zuretti, Noticia Preliminar de la edición de El viaje del centurión.

## Psichari y su época
Hijo de Juan Psichari, profesor de Filología Bizantina en la Escuela de Estudios Superiores y de la hija de Joseph E. Renan, uno de los más señeros representantes de la generación que le precedió (junto con Taine).
Es notable el hecho que Psichari fuese el nieto de uno de los referentes de aquellas ideologías de las que él mismo se rebeló y luego luchó por erradicar, tanto de su misma persona como de la de sus contemporáneos; en ese sentido, pareciera que aquellas mismas enseñanzas, impuestas por su padre y alejadas de cualquier influencia religiosa, salvo el bautismo impuesto por su abuela en el rito griego ortodoxo, le sirvieron de inspiración; y es que aquella educación, al parecer, le sirve de acicate en su corazón, el cual lenta, pero sistemáticamente a través de su vida, le indica que existe algo más que la simple condición de nacer, crecer, cultivarse, alcanzar el éxito y morir.

"Su padre -Coronel del Ejército francés, hombre culto, de ideas más que volterianas, traductor de Horacio, anciano excelente y honrado, hombre, en fin, de buenas maneras- se había equivocado. Maxencio tenía un alma. Había nacido para creer, para amar, para esperar. Tenía un alma formada a la imagen de Dios, capaz de discernir lo verdadero de lo falso, el bien del mal... Sin embargo, este hombre recto seguía una ruta oblicua, una ruta ambigua, y nada había que se lo advirtiese, fuera de aquel precipitado latir del corazón, de aquella inquietud...".
Ernest Psichari, El viaje del centurión.

En su juventud, a instancias de la formación patrocinada por su padre, estudió filosofía en la Sorbona, donde fue alumno de Bergson, y más tarde, en 1897, conoció a quien se convertiría en su más grande amigo, Jacques Maritain. Como ya se ha dicho, aunque las lecturas de los libros de su abuelo lo interesaron enormemente, no fue influenciado por ellos. En este período el proceso Dreyfus es tema de conversación por doquier y se convierte en espectador de varias acaloradas reuniones del grupo de Clemenceau, celebradas en su propia casa, producto de lo cual, reacciona contra tanto intelectualismo y se vuelve al marxismo y al antimilitarismo, período de su vida no demasiado extenso, ya que pronto cae en cuenta que su apasionado rigor estaba puesto al servicio de aprovechados y políticos.
Por esos años también conoce a Péguy, cuando trabajaba en sus primeros panfletos sobre el asunto Dreyfus, pero cansado ya del desorden en su vida, renuncia a la vida intelectual heredada de su familia y se convierte en militar, carrera que abraza y no suelta hasta el final de su vida, y que le proporciona por fin aquello que tanto había buscado en su vida, la oportunidad, fundada en el esfuerzo del servicio diario y en la soledad del mando, para encontrarse a sí mismo, a su alma dispuesta para el amor verdadero y a Jesucristo como principio y fin de todos los caminos.

## Psichari y su obra
- Terres de soleil et de sommeil, editado en 1908, cuyo título podría traducirse como "Tierras de sol y de sueño".
- L'Appel des armes (La llamada de las armas), editado en 1913, cuenta la historia de cómo un oficial, mediante la influencia de su obrar, logra "curar" a un soldado de las heridas morales e intelectuales infringidas por las corrientes anarquistas y pacifistas (lo que hoy podríamos llamar "hippie").
- Le voyage du centurion (El viaje del centurión), editado en 1916 (obra póstuma), relata el viaje del teniente Maxencio por la Mauritania Francesa, periplo físico y del alma en donde se conjuga la soledad del desierto y la inquietud del espíritu deseoso de creer y amar. Destacan en este mismo volumen, la Nota Preliminar, escrita por Juan Carlos Zuretti, y el prólogo escrito por Pablo Bourget, ambos textos de gran espíritu y erudición.